# Leymel
Le Leymel est un lieu-dit situé à cheval sur les communes françaises de Munster et Luttenbach-près-Munster dans le Haut-Rhin. L’exploitation de l’énergie hydraulique y a donné naissance dans la première moitié du XVIIIe siècle à la première zone industrielle de la vallée de Munster, d’abord centrée sur la métallurgie, puis la papeterie, avant d’être entièrement consacrée à l’industrie textile à partir du milieu du XIXe siècle avec le rachat par André Hartmann. L’activité manufacturière prend fin sur le site au début du XXe siècle, mais les importantes installations hydrauliques restent exploitées et sont encore développées afin d’alimenter en eau et en énergie électrique les usines des Manufactures Hartmann situées en aval. L’entreprise revend progressivement ses propriétés du Leymel à partir de la fin du XXe siècle et l’activité industrielle cesse totalement pendant une vingtaine d’année avant que la centrale hydroélectrique soit rachetée et remise en service en 2011.
Une partie des bâtiments industriels a disparu au cours du XXe siècle, mais le dense réseau de canaux, tant ouverts que souterrains, ainsi que quelques bâtiments, subsistent encore au XXIe siècle. Parmi ceux-ci figure notamment l’usine hydroélectrique de 1921, ainsi qu’une partie de l’ancienne partie papeterie Schrink, convertie en logement. En revanche les grands bâtiments des ateliers de filature sont presque tous détruits.

## Toponymie
En 1722, le lieu est appelé « Sollimatt » et « Limmel », puis « Leimel » en 1723.

## Histoire

### La Manufacture royale de cuivre jaune
Au début des années 1720, Jean-Ulrich Goll, négociant et stettmeister de Colmar, négocie avec l’abbé de Munster le droit d’utiliser l’eau de la Fecht pour faire fonctionner une manufacture et une tréfilerie de laiton. En échange du paiement des droits et d’un cens il obtient non seulement la possibilité d’utiliser le cours d’eau, mais aussi le soutien de l’abbaye pour acquérir les terrains et l’autorisation royale nécessaires à son entreprise. Jean-Ulrich Goll engage des ouvriers venus d’Allemagne et commence la construction au Leymel, le long de la Fecht, pendant l’hiver 1722-1723, avant même d’avoir reçu l’autorisation du roi. Celle-ci est accordée d’abord par un arrêté du Conseil d’État du 31 mai 1723 puis par lettres patentes du 18 juin 1723. En outre, il parvient dans les mois suivants à obtenir l’exemption d’un grand nombre de charges et d’autres droits, par exemple celui de faire travailler ses ouvriers le dimanche, ainsi que le privilège de faire de son usine une manufacture royale. Ces faveurs s’expliquent du fait qu’il n’existe alors pratiquement pas de manufacture de laiton dans le royaume de France, qui est dépendante des importations provenant des États du Saint-Empire romain germanique.
Jean-Ulrich Goll meurt en 1724, transmettant l’affaire à ses fils Jean-Jacques et Jean-Ulrich ainsi qu’à son gendre Emmanuel Roetlin. Jean-Ulrich rachète toutefois progressivement les autres parts et devient seul propriétaire en 1735. À cette date la manufacture comprend une tréfilerie avec deux martinets, auquel s’ajoute un martinet à fer servant à réparer les outils. Elle produit entre vingt-cinq et cinquante tonnes de fil de laiton par an, le métal étant fabriqué par une autre usine construite par Goll au Logelbach à Wintzenheim avec des matières premières importées du Saint-Empire. L’entreprise n’est toutefois pas en bonne santé : en essayant de maximiser leurs profits, les Goll laissent l’outil de travail se dégrader et sont en conflit constant avec leurs voisins, la municipalité et leurs ouvriers, ce qui affecte la productivité. La manufacture cesse ses activités à partir de 1744.

### Poursuite de l’activité industrielle de la fin duXVIIIesiècleau début duXIXesiècle
Jean-Ulrich Goll puis ses héritiers continuent de payer les droits d’utilisation du cours d’eau jusqu’en 1760. Les bâtiments, alors en ruines, sont rasés en 1764 puis le dernier héritier Goll revend les terrains en 1766. Ils sont acquis en 1768 par Jean-Joseph Barth, conseiller du roi et prévôt royal de Munster, qui y installe un martinet à fer – ou réutilise l’ancien —  servant au recyclage des boulets de canons hors d’usage provenant des forts de Neuf-Brisach. Jean-Joseph Barth vend ses propriétés en 1797 et celle du Leymel est partagée en plusieurs lots, sur lesquels deux papeteries sont construites au début du XIXe siècle, l’une par Jean Hodel et Jean Martin Jaeglin en 1800 et l’autre par  Guillaume Schrick en 1803,. La papeterie Jaeglin est ravagée par un incendie en 1830, mais l’exploitation se poursuit encore pendant une dizaine d’année.

### LeXIXesiècledominé par l’activité textile
La papeterie Schrick est acquise en 1818 par Emmanuel Gonzenbach, qui la transforme en filature de coton,. Les Hartmann acquièrent ensuite progressivement du site, d’abord en reprenant l’usine Gonzenbach à la suite de son expropriation en 1830, puis en achetant la papeterie Jaeglin en 1844. Après ce rachat, le site est profondément remanié pour constituer un seul bâtiment exploitant les deux chutes d’eau provenant du canal situé en amont, jusque-là partagé par les deux usines. La capacité de la filature croît alors de 6 000 broches en 1837 à 15 000 broches et 220 ouvriers en 1844. La filature est encore modernisée dans les décennies suivantes avec l’adjonction d’une machine à vapeur en 1867, puis, au cours des années 1870 d’une turbine produisant de l’électricité. La filature cesse toutefois ses activités à la fin du XIXe siècle, celles-ci étant reportés sur les sites plus modernes du Couvent et du Hammer, et le bâtiment usinier est transformé en immeuble de logement pour les ouvriers.

### La reconversion vers le logement et la production énergétique auXXesiècle
Après la Première Guerre mondiale, les Hartmann reprennent l’aménagement du site, qui est alors devenu essentiellement résidentiel, afin d’y développer une activité de production énergétique pour leurs usines. D’importants aménagements sont réalisés entre 1921 et 1923, comprenant la construction d’une centrale hydroélectrique, d’un bassin et de nouveaux canaux et conduites permettant de produire de l’électricité à la fois par une installation basse chute et par pompage-turbinage. Cette dernière installation est arrêtée en 1972, tandis que l’installation basse chute est encore en activité après un arrêt entre les années 1990 et la fin des années 2000 en raison de la liquidation des Manufactures Hartmann,.

## Bâtiments

### Usine hydroélectriques et installations associées
Construite en 1921 par la Maison Locher de Genève pour les Manufactures Hartmann, l’usine hydroélectrique comprend une installation basse chute et d’une installation de pompage-turbinage. L’usine elle-même est composée d’un grand bâtiment quadrangulaire contenant les machines et d’une annexe en maçonnerie accolée au sud à une date postérieure et abritant les installations haute-tension et un atelier. Alors que l’annexe est simple et fonctionnelle, le bâtiment principal montre davantage de recherche esthétique : murs en appareil de granite ouverts sur l’extérieur par de grandes baies en plein-cintre, plafond à caisson en béton, panneau de contrôle en marbre gris sur une galerie à garde-corps en fer forgée.
L’installation basse chute fonctionne grâce à des canaux d’amené prélevant l’eau de la Fecht en amont. L’eau circule ensuite du canal principal supérieur vers le canal principal inférieur en passant par deux turbines Francis fabriquées par Piccard-Pictet, couplées à des alternateurs Siemens-Schuckert et fournissant une puissance de 470 ch pour l’une et de 205 ch pour l’autre. Plus conséquente, l’installation de pompage-turbinage comprend un bassin inférieur d’une capacité de 15 000 m3 situé au Leymel, à peu de distance de la centrale, et d’un bassin supérieur de 18 000 m3 situé au sommet de l’Obersolberg. La centrale est connectée au bassin inférieur par des canaux et au bassin supérieur par une conduite forcée de 450 mm de diamètre. Aux heures creuses, l’eau est pompée depuis le bassin inférieur par quatre pompes Sulzer et envoyée par la conduite de 1 474 m de long jusqu’au bassin supérieur à 787 m d’altitude. Aux heures pleines, l’eau est renvoyée vers le bassin inférieur en passant par une turbine Pelton fabriquée par Escher Wyss & Cie et connectée à un alternateur Siemens-Schuckert, l’ensemble fournissant une puissance de 1 900 ch.
L’installation de pompage-turbinage est à l’arrêt depuis 1972. Arrêtée depuis la fin des années 1990, l’installation basse chute a été remise en service en 2011 après le rachat de l’usine par l’entreprise ADEV Force Hydraulique SAS, filiale du groupe ADEV Wasserkraftwerk AG. Les machines d’origine sont toujours utilisées après avoir été restaurées. La remise en service de l’installation de pompage-turbinage reste en revanche exclue en 2022 en raison de la faible rentabilité de ce type de production au regard du coût de la remise en état des bassins et de la conduite, très dégradés.

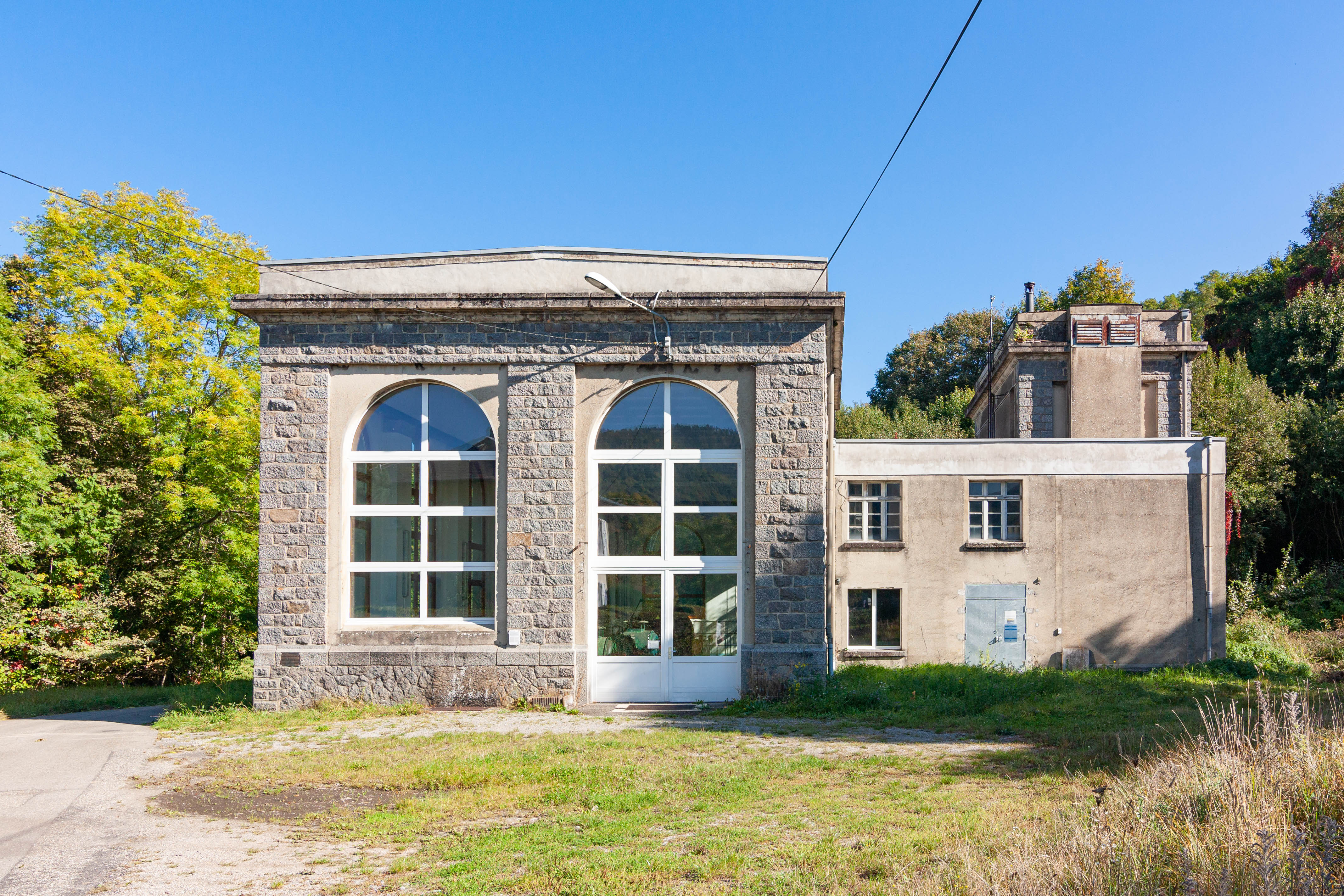
La centrale hydroélectrique en 2021.
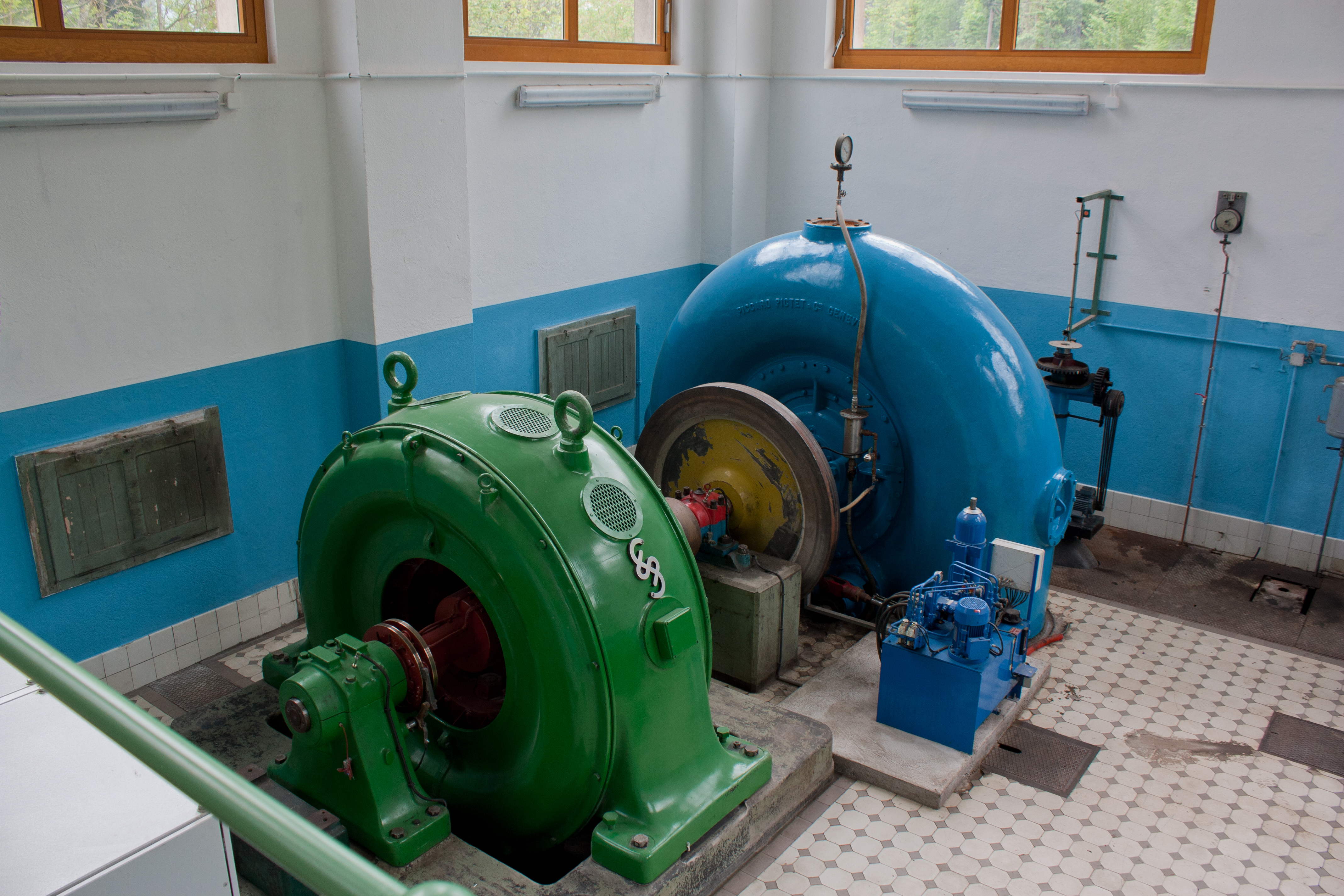
Une des turbines Piccard-Picquet après restauration en 2011.
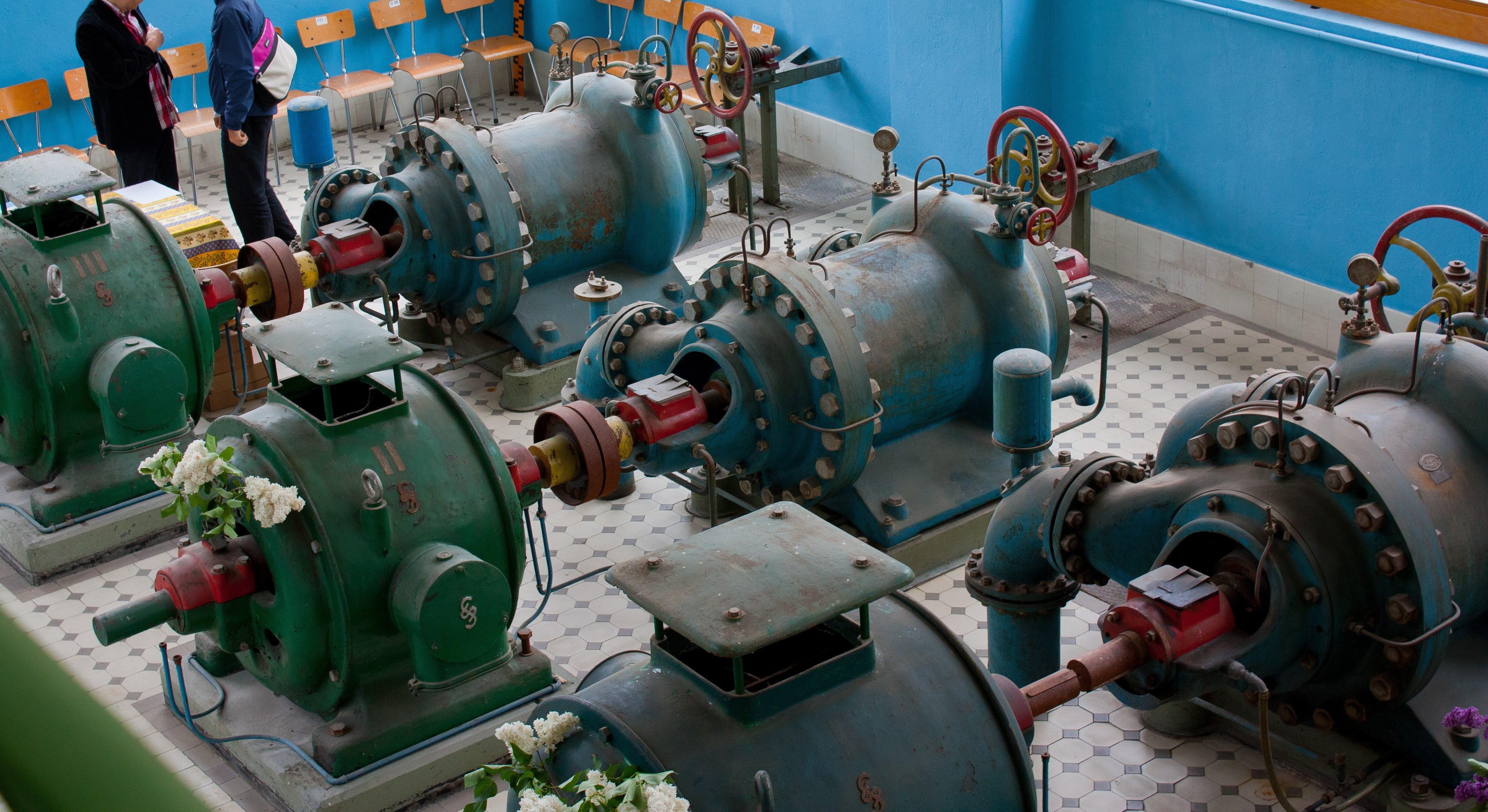
Les pompes Sulzer permettant de transférer l’eau du bassin du Leymel à celui de l’Obersolberg.

### Bâtiments usiniers
La papeterie Jaeglin se trouvait à l’extrémité de la rue du Leymel. Lorsque Henri Hartmann la rachète en 1844, une partie des bâtiments est transformée en logement ouvriers. De ces immeubles ne subsiste que celui situé au 7 rue du Leymel, une grande bâtisse de trois étages disposant d’un lavoir accolé au mur nord-est. Un autre lavoir existe encore dans la cour, au sud-ouest, mais le second bâtiment identique qui se trouvait de l’autre côté de celui-ci a été rasé en 1985.
La filature érigée par les Hartmann au milieu du XIXe siècle en remplacement des bâtiments de l’ancienne papeterie Schirck a presque entièrement disparue à l’exception d’un atelier couvert par un shed. Le bâtiment principal de la filature était une grande construction quadrangulaire allongée de seize travées et trois étages, prolongée à l’est par un petit logement d’ouvrier. À l’arrière de l’atelier subsistent également en surface quelques vestiges de la chaufferie et de la salle des machines où se trouvaient la machine à vapeur, puis la turbine ; la chambre d’eau et les canaux voutés subsistent toutefois en sous-sol et sont toujours fonctionnels.